# Barbora Palicová
Barbora Palicová (ur. 11 marca 2004) – czeska tenisistka.

## Kariera tenisowa
W karierze wygrała cztery singlowe turnieje rangi ITF. 16 czerwca 2025 zajmowała najwyższe miejsce w rankingu singlowym WTA Tour – 171. pozycję, natomiast 21 listopada 2022 osiągnęła najwyższą lokatę w deblu – 370. miejsce.

## Wygrane turnieje rangi ITF
| turnieje z pulą nagród 100 000 $   |
| turnieje z pulą nagród 80 000 $    |
| turnieje z pulą nagród 50/60 000 $ |
| turnieje z pulą nagród 25/35 000 $ |
| turnieje z pulą nagród 15 000 $    |

### Gra pojedyncza
|    | Data       | Turniej | Naw.    | Przeciwniczka         | Wynik           |
| 1. | 23/01/2022 | Antalya | Ceglana | Ilay Yoruk            | 6:3, 7:6(2)     |
| 2. | 28/08/2022 | Przerów | Ceglana | Sada Nahimana         | 6:2, 1:6, 6:0   |
| 3. | 02/06/2024 | Otočec  | Ceglana | Victoria Mboko        | 6:1, 2:6, 6:4   |
| 4. | 16/06/2024 | Gdańsk  | Ceglana | Kajsa Rinaldo Persson | 6:2, 1:0, krecz |